# Richard Smalley
Richard Errett Smalley (Akron, Ohio, 6 de junho de 1943 — Houston, 28 de outubro de 2005) foi um químico estadunidense.

## Biografia
Smalley foi professor de física e astronomia na Universidade Rice, em Houston, Texas. Foi o ganhador do Nobel de Química em 1996, pela descoberta de uma nova forma de carbono, buckminsterfulereno juntamente com o também professor de química da Rice Robert Curl, e com Harold Walter Kroto, professor na Universidade de Sussex.

## Início de carreira
Smalley, o mais jovem de quatro irmãos, nasceu em Akron, Ohio e cresceu em Kansas City, Missouri.
Estudou no Hope College antes de se transferir para a Universidade de Michigan onde ele recebeu o grau de bacharel em ciências, em 1965. Entre seus estudos, ele trabalhou na indústria, onde desenvolveu seu estilo característico de administração. Ele recebeu seu Ph.D. da Universidade de Princeton em 1973. Completou sua tese de pós-doutorado na Universidade de Chicago, com Lennard Wharton e Donald Levy, onde ele foi um pioneiro no desenvolvimento da espectroscopia a laser de feixe supersônico.

## Fulerenes e nanotecnologia
As pesquisas de Smalley na área de físico-química investigaram a formação de aglomerados de compostos inorgânicos e semicondutores usando a recém-criada técnica de ressonância íon-cíclotron espectrometria de massa. Como consequência deste conhecimento, Robert Curl apresentou-o a Harold Kroto, com a ideia de investigarem os constituintes da chamada matéria escura celeste. O resultado desta pesquisa foi a descoberta do C60, a terceira forma alotrópica do carbono.